# Chaetodon argentatus
Chaetodon argentatus là một loài cá biển thuộc chi Cá bướm (phân chi Rhombochaetodon) trong họ Cá bướm. Loài này được mô tả lần đầu tiên vào năm 1911.

## Từ nguyên
Tính từ định danh argentatus trong tiếng Latinh mang nghĩa là "ánh bạc", hàm ý đề cập đến màu xám bạc của loài cá này.

## Phạm vi phân bố và môi trường sống
Từ bờ biển phía nam Nhật Bản, gồm cả quần đảo Ryukyu và quần đảo Ogasawara, C. argentatus được phân bố trải dài đến đảo Đài Loan và Philippines.
C. argentatus sống tập trung trên các rạn viền bờ ở độ sâu khoảng 5–20 m.

## Mô tả
C. argentatus có chiều dài cơ thể lớn nhất được ghi nhận là 20 cm. Loài này có màu xám bạc hoặc màu trắng kem với lớp vảy được viền nâu tạo thành hoa văn mắt lưới trên thân của chúng. Hai bên thân có 3 dải màu nâu đen: dải thứ nhất từ đỉnh đầu uốn cong xuống nắp mang (ngay sau mắt), dải thứ hai hình nêm, từ gai vây lưng xuống giữa thân; dải thứ ba dài nhất, băng qua một phần vây lưng xuống nửa sau của vây hậu môn. Trước trán có một vạch đen ngắn nằm phía trên mắt. Vây lưng có dải trắng xanh viền đen dọc rìa. Vây bụng, vây lưng và nửa trước vây hậu môn tiệp màu với thân. Vây đuôi trong mờ, có một dải đen hình lưỡi liềm và thêm một dải đen ở rìa sau. Vây ngực trong suốt.
Số gai ở vây lưng: 13–14; Số tia vây ở vây lưng: 21–22; Số gai ở vây hậu môn: 3; Số tia vây ở vây hậu môn: 15–16; Số gai ở vây bụng: 1; Số tia vây ở vây bụng: 5.

## Sinh thái học
C. argentatus là loài ăn tạp, thức ăn của chúng bao gồm các loài thủy sinh không xương sống nhỏ như động vật phù du. Tuy cũng ăn san hô nhưng chúng không hoàn toàn phụ thuộc vào nguồn thức ăn này.
C. argentatus thường kết đôi với nhau nhưng cũng có thể hợp thành đàn.

## Lai tạp
Những cá thể mang kiểu màu trung gian giữa C. argentatus với hai loài Chaetodon xanthurus và Chaetodon mertensii đã được bắt gặp trong tự nhiên.

## Thương mại
C. argentatus ít khi được xuất khẩu trong ngành kinh doanh cá cảnh. Loài này khó sống tốt trong điều kiện nuôi nhốt.